# Raymond Moore
Raymond J. Moore (ur. 24 sierpnia 1946 w Johannesburgu) – południowoafrykański tenisista, zdobywca Pucharu Davisa 1974.

## Kariera tenisowa
Moore w ciągu swojej kariery sukcesy odnosił głównie jako deblista. W konkurencji tej wygrał 8 turniejów zawodowych i w dalszych 12 awansował do finału. W rozgrywkach wielkoszlemowych w deblu najdalej doszedł w 1969 roku do półfinału Australian Open, w parze z Martym Riessenem.
W latach 1967–1976 reprezentował swój kraj w 12 pojedynkach Pucharu Davisa w tym w zwycięskim dla RPA finale w 1974 roku.

### Finały w turniejach ATP World Tour

#### Gra podwójna (8–12)
| Końcowy wynik | Nr  | Data | Turniej      | Nawierzchnia | Partner         | Przeciwnicy                      | Wynik finału            |
| ------------- | --- | ---- | ------------ | ------------ | --------------- | -------------------------------- | ----------------------- |
| Finalista     | 1.  | 1969 | Toronto      | Ceglana      | Butch Buchholz  | Ron Holmberg John Newcombe       | 3:6, 6:4                |
| Finalista     | 2.  | 1971 | Auckland     | Twarda       | Brian Fairlie   | Bob Carmichael Ray Ruffels       | 3:6, 7:6, 4:6, 6:4, 3:6 |
| Finalista     | 3.  | 1973 | Londyn       | Trawiasta    | Ray Keldie      | Tom Okker Marty Riessen          | 4:6, 5:7                |
| Finalista     | 4.  | 1973 | Aptos        | Twarda       | Onny Parun      | Jeff Austin Fred McNair          | 2:6, 1:6                |
| Zwycięzca     | 1.  | 1974 | Tokio WCT    |              | Onny Parun      | Juan Gisbert Sr. Roger Taylor    | 4:6, 6:2, 6:4           |
| Zwycięzca     | 2.  | 1974 | Wiedeń       | Twarda       | Andrew Pattison | Bob Hewitt Frew McMillan         | 6:4, 5:7, 6:4           |
| Finalista     | 5.  | 1975 | Tucson       | Twarda       | Dennis Ralston  | William Brown Raúl Ramírez       | 6:2, 6:7, 4:6           |
| Zwycięzca     | 3.  | 1975 | Montreal     | Twarda       | Cliff Drysdale  | Jan Kodeš Ilie Năstase           | 6:4, 5:7, 7:6           |
| Finalista     | 6.  | 1976 | Palm Springs | Twarda       | Erik Van Dillen | Colin Dibley Sandy Mayer         | 4:6, 7:6, 6:7           |
| Finalista     | 7.  | 1976 | Düsseldorf   | Ceglana      | Bob Carmichael  | Wojciech Fibak Karl Meiler       | 4:6, 6:4, 4:6           |
| Zwycięzca     | 4.  | 1976 | Maui         | Twarda       | Allan Stone     | Dick Stockton Roscoe Tanner      | 6:7, 6:3, 6:4           |
| Finalista     | 8.  | 1977 | Johannesburg | Twarda       | Peter Fleming   | Bob Lutz Stan Smith              | 3:6, 5:7, 7:6, 6:7      |
| Zwycięzca     | 5.  | 1978 | Palm Springs | Twarda       | Roscoe Tanner   | Bob Hewitt Frew McMillan         | 6:4, 6:4                |
| Zwycięzca     | 6.  | 1978 | Johannesburg | Twarda       | Peter Fleming   | Bob Hewitt Frew McMillan         | 6:3, 7:6                |
| Finalista     | 9.  | 1979 | Johannesburg | Twarda       | Ilie Năstase    | Colin Dowdeswell Heinz Günthardt | 3:6, 6:7                |
| Zwycięzca     | 7.  | 1979 | Atlanta      | Twarda       | Ilie Năstase    | Steve Docherty Eliot Teltscher   | 6:4, 6:2                |
| Finalista     | 10. | 1980 | Nowy Orlean  | Dywanowa     | Robert Trogolo  | Terry Moor Eliot Teltscher       | 6:7, 1:6                |
| Finalista     | 11. | 1980 | Paryż        | Dywanowa     | Brian Gottfried | Paolo Bertolucci Adriano Panatta | 4:6, 4:6                |
| Zwycięzca     | 8.  | 1981 | Johannesburg | Twarda       | Bernard Mitton  | Bob Hewitt Frew McMillan         | 7:5, 3:6, 6:1           |
| Finalista     | 12. | 1981 | Hilversum    | Ceglana      | Andrew Pattison | Heinz Günthardt Balázs Taróczy   | 0:6, 2:6                |